# Kościół Narodzenia Najświętszej Maryi Panny w Lipkach Wielkich
Kościół pw. Narodzenia Najświętszej Maryi Panny w Lipkach Wielkich – katolicki kościół parafialny znajdujący się w Lipkach Wielkich (gmina Santok).

## Historia
Neobarokowa świątynia wznosi się na środku placu Kościelnego w centrum wsi. Obiekt powstał w latach 1910–1911 na miejscu po starszej szachulcowej budowli, jako kościół ewangelicki. Gmina protestancka istniała tutaj już w 1647. Funkcjonowanie kościoła w Lipkach Wielkich wzmiankowano w 1692 (obiekt szachulcowy).
Kościół w Lipkach Wielkich był świątynią filialną parafii w Goszczanowie, a od 26 czerwca 1861 stał się kościołem parafialnym dla wiernych z Nowego Polichna i Lipek Małych. W latach 1991–1992 świątynia była gruntownie wyremontowana. Konsekrowano ją 7 października 1993 (bp Adam Dyczkowski). Zachowane jest wyposażenie z XVIII-XX wieku, w tym organy z 1911 (odrestaurowane w 1997), na których organizowane są koncerty.
Kościół jest wpisany do rejestru zabytków nieruchomych województwa lubuskiego (nr rej.: L-732/A z 5.12.2016).

## Otoczenie
Przy kościele stoi kapliczka maryjna na ceglanym cokole. Wewnątrz wiszą tablice pamiątkowe:
- upamiętniająca konsekrację kościoła w 1993,
- ku czci ks. kan. Jana Nuckowskiego - proboszcza w Lipkach Wielkich w latach 1988-1998,
- upamiętniająca wszystkich proboszczów wielkolipeckich od 1946, fundacji Jana Lisieckiego (1997)[7].

## Galeria

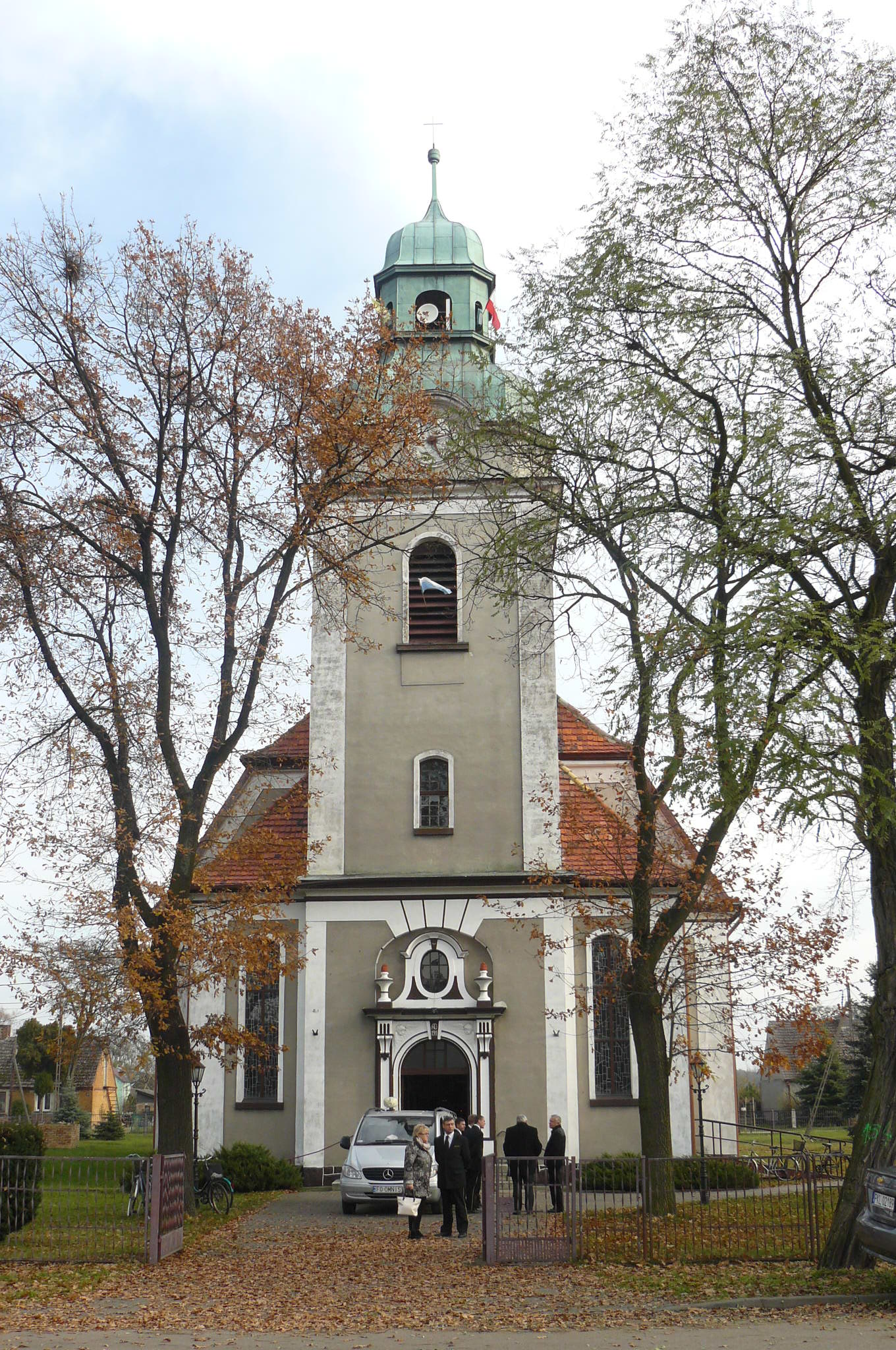
Wieża
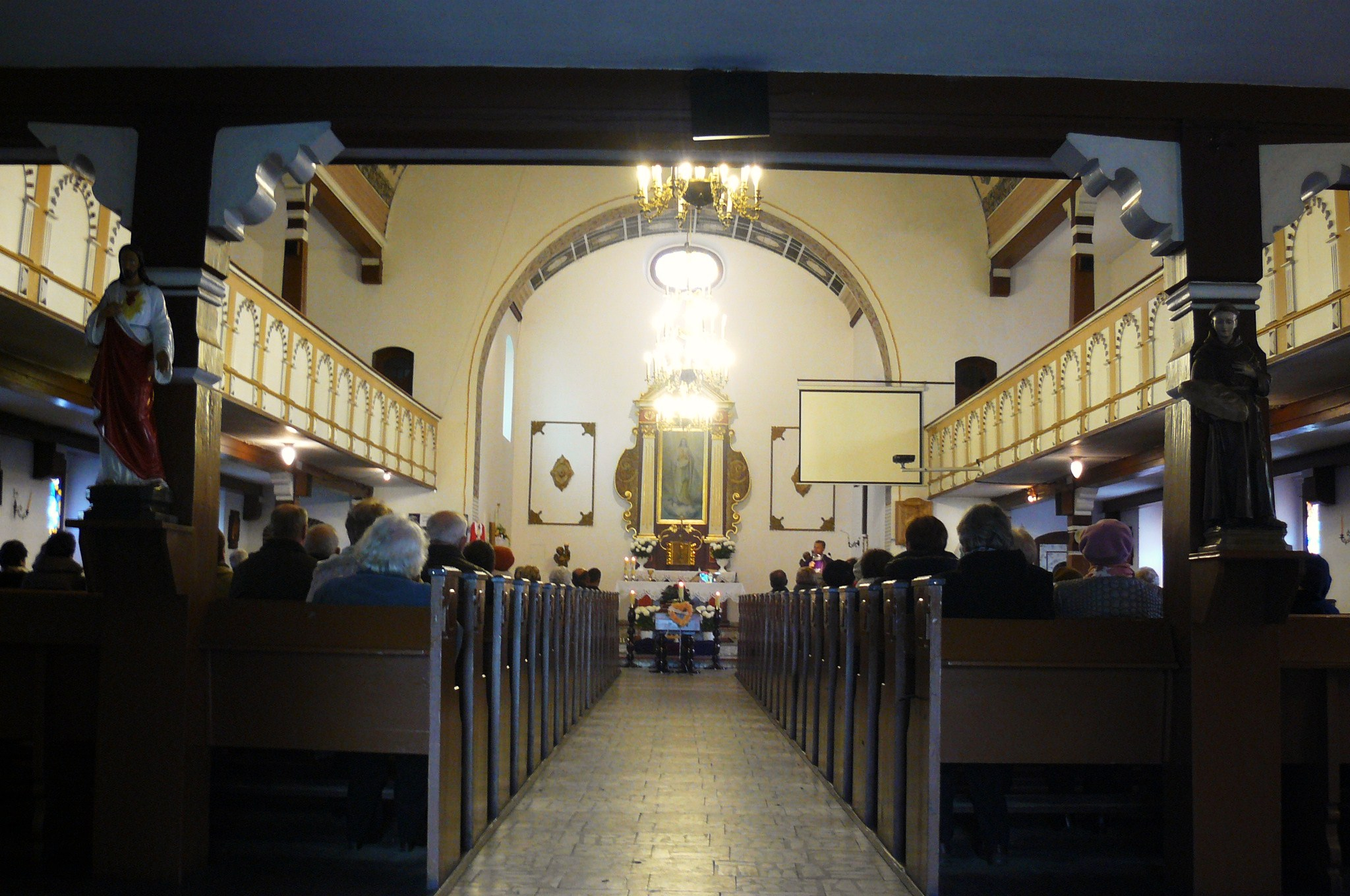
Wnętrze
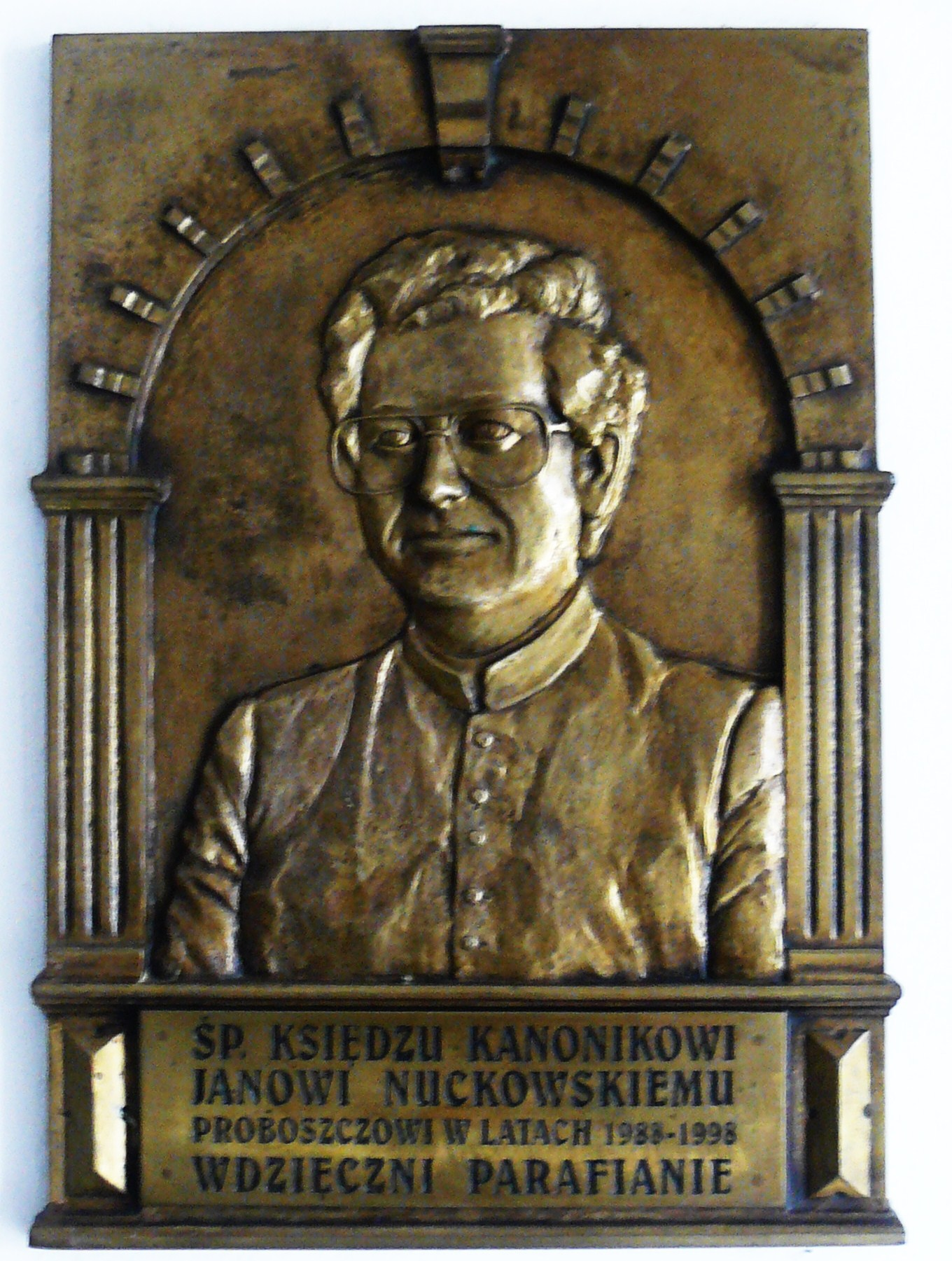
Tablica Nuckowskiego